# Rory Young
Rory Young (21 de maig de 1972 - 26 d'abril de 2021) va ser un conservacionista irlandès d'origen zambià. Rory Young era de nacionalitat irlandesa, ja que els seus avis eren irlandesos. Va ser el president i cofundador de l’organització contra la caça furtiva Chengeta Wildlife.
El 26 d'abril de 2021, Young va ser assassinat juntament amb els periodistes i documentalistes espanyols David Beriain i Roberto Fraile, després que el seu comboi fos atacat per militants de Jama'at Nasr al-Islam a Burkina Faso, mentre treballava en un documental sobre la caça furtiva de fauna salvatge.
Young estava casat amb Marjet Young Wessels (Marjet Wessels). Era pare de dos fills, un fill i una filla. Els Young residien als Països Baixos.